# وزارة الزراعة والإصلاح الزراعي (سوريا)
وزارة الزراعة والإصلاح الزراعي هي وزارة تابعة ل الحكومة السورية، والمسؤولة عن الشؤون الزراعية واستصلاح الأراضي في سوريا.

## مهام الوزارة
- وضع السياسة العامة في مجالات الزراعة واستصلاح الأراضي.
- وضع برامج لحصر الأراضي الصالحة للاستصلاح.
- دراسة أساليب توفير مقومات الزراعة واستصلاح الأراضي ورفع كفاءة وإمكانيات التنفيذ *الاستغلال الاقتصادي الأمثل للاراضي المستصلحة والثروة الحيوانية والمائية ومتابعة تنفيذ مشروعات خطة التنمية وتقويمها.
- السياسة العامة للتعاون الزراعي والتصرف في الاراضى البور والمستصلحة.
- إجراء الدراسات والبحوث الخاصة بتنمية الإنتاج الزراعي والحيواني والسمكي
- تنمية وتثبيت المجتمعات الريفية والعمل على رفع مستوى معيشتها والنهوض باقتصاديات الريف الزراعية بمختلف الوسائل.

## الهيكل التنظيمي
- الاقتصاد الزراعي
- الإرشاد الزراعي
- الخدمات الزراعية
- مديريات الزراعة بجميع المحافظات السورية
- استصلاح الأراضي
- الهيئة العامة للثروة السمكية
- الهيئة العامة لإدارة وتطوير الغاب

## وزراء الزراعة السوريون
| الاسم                 | بداية الفترة - نهاية الفترة | صورة | ملاحظات |
| --------------------- | --------------------------- | ---- | ------- |
| محمد العايش           | 1948- 1949                  |      |         |
| نوري الإيبش           | 1949-1949                   |      |         |
| ميشيل عفلق            | 1949- 1949                  |      |         |
| عبد الباقي نظام الدين | 1949- 1950                  |      |         |
| شاكر الأص             | 1950 - 1950                 |      |         |
| علي بوظو              | 1950- 1951                  |      |         |
| عبد الباقي نظام الدين | 1951- 1951                  |      |         |
| محمد المبارك          | 1951- 1951                  |      |         |
| عبد الله تامر         | 1951- 1952                  |      |         |
| عبد الرحمن هنيدي      | 1952 - 1954                 |      |         |
| حسن الأطرش            | 1954- 1954                  |      |         |
| نهاد القاسم           | 1954 - 1954                 |      |         |
| عبد الصمد الفتية      | 1954 - 1956                 |      |         |
| رشاد جبري             | 1956- 1957                  |      |         |
| حميد الخوجة           | 1957 - 1958                 |      |         |
| أحمد الحاج يونس       | 1958- 1961                  |      |         |
| محمد طالب هلال        | 1970- 1971                  |      |         |
| محمد حيدر             | 1971 - 1976                 |      |         |
| أحمد قبلان            | 1976- 1980                  |      |         |
| حامد مسوكر            | 1980 - 1981                 |      |         |
| عماش جديع             | 1981- 1985                  |      |         |
| محمود الكردي          | 1985- 1987                  |      |         |
| محمد غباش             | 1987 - 1992                 |      |         |
| أسعد مصطفى            | 1992 - 2001                 |      |         |
| نور الدين منى         | 2001 - 2003                 |      |         |
| عادل سفر              | 2003- 2011                  |      |         |
| رياض فريد حجاب        | 2011- 2012                  |      |         |
| صبحي أحمد العبد الله  | 2012- 2013                  |      |         |
| احمد القادري          | 2013- 2020                  |      |         |
| محمد حسان قطنا        | 2020- حتى الآن              |      |         |